# Prezydenci Lublina

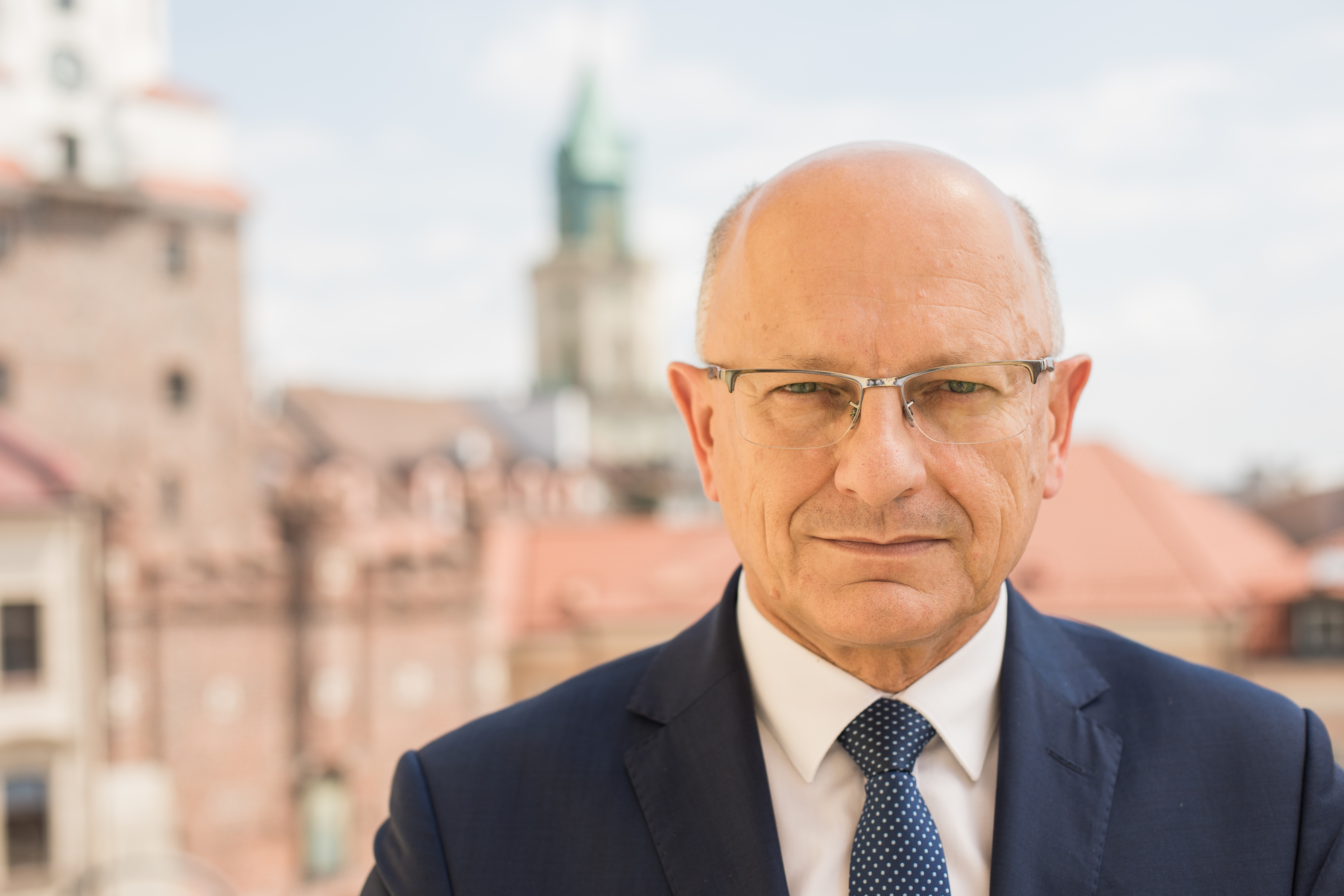
Krzysztof Żuk, prezydent Lublina od 2010 roku

## Od 1317 do 1915
- Maciej z Opatowca (od 1317) – pierwszy wójt[1]
- Sebastian Fabian Klonowic od 1592 wójt, 1594–1602 burmistrz
- Jan Kanty Makarowicz 1783–1787 oraz 1789, do swojej śmierci w tym roku[2]
- Franciszek Ksawery Makarowicz 1779–1792
- Teodor Gruell-Gretz 1792–1803 prezydent
- Beniamin Finke de Finkenthal 1803–1805
- Dymitr Władycha 1805–1809
- Beniamin Finke de Finkenthal 1809–1817
- Marcin Poplewski 1817–1829[3]
- Tadeusz Kossakowski 1830–1835
- Edward de Toll 1838–1847
- Henryk Woliński 1868–1886[4]
- Konstanty Zaremba 1905–?[5]

## Okupacja austro-węgierska
- Edward Kołaczkowski 4 lipca 1915 – 22 grudnia 1915
- Wacław Bajkowski 28 grudnia 1916 – 28 marca 1918
- Józef Dworski 1918 (komisarz)

## II Rzeczpospolita
- Jan Turczynowicz 22 października 1918 – 20 marca 1919
- Czesław Szczepański 20 marca 1919 – 19 lipca 1927
- Antoni Pączek (PPS) 19 lipca 1927 – 26 lutego 1929
- Seweryn Czerwiński 27 lutego 1929 – 17 grudnia 1929 (komisarz)
- Józef Piechota 17 grudnia 1929 – 29 października 1934 (komisarz), 29 października 1934 – 9 lipca 1936
- Bolesław Liszkowski (BBWR) 18 lutego 1937 – 9 września 1939
- Roman Ślaski 14 września 1939 – 1 lipca 1941
- Marian Chojnowski 23–30 lipca 1944 (z ramienia rządu londyńskiego)
- Tadeusz Kadura 31 lipca 1944[6][7] – ?

## Polska Ludowa
- Wacław Wodarski 1945–1946[8]
- Tadeusz Jarosz 1946–1948[8]
- Stanisław Krzykała 1949–1950[8]
- Kazimierz Głębski 1951–1953 (Przewodniczący Prezydium MRN)[8]
- Jan Ujma 1953–1958 (Przewodniczący Prezydium MRN)[8]
- Edward Janiuk 1958–1961 (Przewodniczący Prezydium MRN)[8]
- Józef Krokosz 1961–1962 (Przewodniczący Prezydium MRN)[8]
- Mieczysław Martyn 1963–1972 (Przewodniczący Prezydium MRN)[8]
- Stanisław Bora 1972–1978[8]
- Feliks Longin Zieliński 1978–1982[8]
- Bronisław Popławski 1982–1987[8]
- Edward Leńczuk 1987–1990[8]

## III Rzeczpospolita
- Sławomir Janicki (PC) 1990–1991
- Leszek Bobrzyk (bezp.) 1991–1994
- Paweł Bryłowski (UW) 1994–1998
- Andrzej Pruszkowski (PiS) 1998–2006
- Adam Wasilewski (PO) 2006–2010
- Krzysztof Żuk (PO) od 2010